# Велдон (Арканзас)
Велдон (англ. Weldon) — місто (англ. town) в США, в окрузі Джексон штату Арканзас. Населення — 57 осіб (2020).

## Географія
Велдон розташований на висоті 68 метрів над рівнем моря за координатами 35°26′52″ пн. ш. 91°13′54″ зх. д. / 35.44778° пн. ш. 91.23167° зх. д. (35.447685, -91.231560).  За даними Бюро перепису населення США в 2010 році місто мало площу 0,69 км², уся площа — суходіл. В 2017 році площа становила 0,63 км², уся площа — суходіл.

## Демографія
Згідно з переписом 2010 року, у місті мешкало 75 осіб у 35 домогосподарствах у складі 19 родин. Густота населення становила 109 осіб/км².  Було 42 помешкання (61/км²). 
Расовий склад населення:
| - 96,0 % — білих - 1,3 % — чорних або афроамериканців - 1,3 % — осіб інших рас |

До двох чи більше рас належало 1,3 %. Іспаномовні складали 1,3 % від усіх жителів.
За віковим діапазоном населення розподілялося таким чином: 13,3 % — особи молодші 18 років, 61,4 % — особи у віці 18—64 років, 25,3 % — особи у віці 65 років та старші. Медіана віку мешканця становила 48,1 року. На 100 осіб жіночої статі у місті припадало 114,3 чоловіків;  на 100 жінок у віці від 18 років та старших — 116,7 чоловіків також старших 18 років.
Середній дохід на одне домашнє господарство  становив 30 422 долари США (медіана — 25 625), а середній дохід на одну сім'ю — 44 653 долари (медіана — 37 750). За межею бідності перебувало 20,8 % осіб, у тому числі 38,9 % дітей у віці до 18 років та 5,3 % осіб у віці 65 років та старших.
Цивільне працевлаштоване населення становило 33 особи. Основні галузі зайнятості: транспорт — 21,2 %, мистецтво, розваги та відпочинок — 18,2 %, будівництво — 18,2 %.
За даними перепису населення 2000 року у Велдоні проживало 100 осіб, 27 сімей, налічувалося 44 домашніх господарств і 54 житлових будинки. Середня густота населення становила близько 142,9 осіб на один квадратний кілометр. Расовий склад Велдона за даними перепису розподілився таким чином: 95,00 % білих, 2,00 % — чорних або афроамериканців, 2,00 % — представників змішаних рас, 1,00 % — інших народів. Іспаномовні склали 1,00 % від усіх жителів містечка.
З 44 домашніх господарств в 36,4 % — виховували дітей віком до 18 років, 45,5 % представляли собою подружні пари, які спільно проживали, в 11,4 % сімей жінки проживали без чоловіків, 38,6 % не мали сімей. 36,4 % від загального числа сімей на момент перепису жили самостійно, при цьому 18,2 % склали самотні літні люди у віці 65 років та старше. Середній розмір домашнього господарства склав 2,27 особи, а середній розмір родини — 3,00 особи.
Населення містечка за віковою діапазону за даними перепису 2000 року розподілилося таким чином: 27,0 % — жителі молодше 18 років, 6,0 % — між 18 і 24 роками, 21,0 % — від 25 до 44 років, 28,0 % — від 45 до 64 років і 18,0 % — у віці 65 років та старше. Середній вік мешканця склав 44 роки. На кожні 100 жінок у Велдоні припадало 104,1 чоловіків, у віці від 18 років та старше — 92,1 чоловіків також старше 18 років.
Середній дохід на одне домашнє господарство в містечкі склав 27 188 доларів США, а середній дохід на одну сім'ю — 56 250 доларів. При цьому чоловіки мали середній дохід в 29 167 доларів США на рік проти 18 750 доларів середньорічного доходу у жінок. Дохід на душу населення в містечкі склав 20 161 долар на рік. Всі родини Уелдон мали дохід, що перевищує рівень бідності, 6,2 % від усієї чисельності населення перебувало на момент перепису населення за межею бідності, при цьому 9,5 % з них були у віці 64 років та старше.